# Aspidistra bogneri
Aspidistra bogneri är en sparrisväxtart som beskrevs av Tillich. Aspidistra bogneri ingår i släktet Aspidistra och familjen sparrisväxter. Inga underarter finns listade i Catalogue of Life.